# 三好匠
三好 匠（みよし たくみ、1993年6月7日 - ）は、福岡県北九州市戸畑区出身の元プロ野球選手（内野手、右投右打）、プロ野球コーチ。

## 経歴

### プロ入り前
北九州市立大谷小学校時代は大谷スポーツ少年団、北九州市立大谷中学校時代は軟式野球部に所属していた。中学3年夏にエースとして全国大会に出場し、初戦でノーヒットノーランを達成するなどの活躍で全国3位。また、福岡県選抜に選ばれ、4番エースとして秋のKボール全国大会で優勝に貢献した。
九州国際大付高校への進学後は、1年夏から外野手として第91回全国高等学校野球選手権大会に福岡県代表として出場。2年秋からは投手を兼任する。3年春の第83回選抜高等学校野球大会では、エースとして髙城俊人とバッテリーを組み5試合全てを一人で投げ抜き準優勝に輝いた。また、打撃でも2本塁打を放った。同年の夏の甲子園では、初戦となった2回戦で岡山県代表の関西高校に延長12回の末2-3xでサヨナラ負けを喫した。甲子園通算成績は56回、防御率2.73、38奪三振。野手としては9試合で打率.303、2本塁打。高校通算22本塁打。野球部の同期には児玉龍也、髙城俊人。1学年先輩には榎本葵。2学年先輩には河野元貴。1学年後輩には古長拓がいる。
2011年10月27日に行われたプロ野球ドラフト会議にて、東北楽天ゴールデンイーグルスから3位指名を受け、契約金4000万円、年俸600万円で契約に合意した。背番号は2。投手としての指名だったが、入団と同時に、内野手への転向と遊撃手への挑戦を表明した。

### 楽天時代

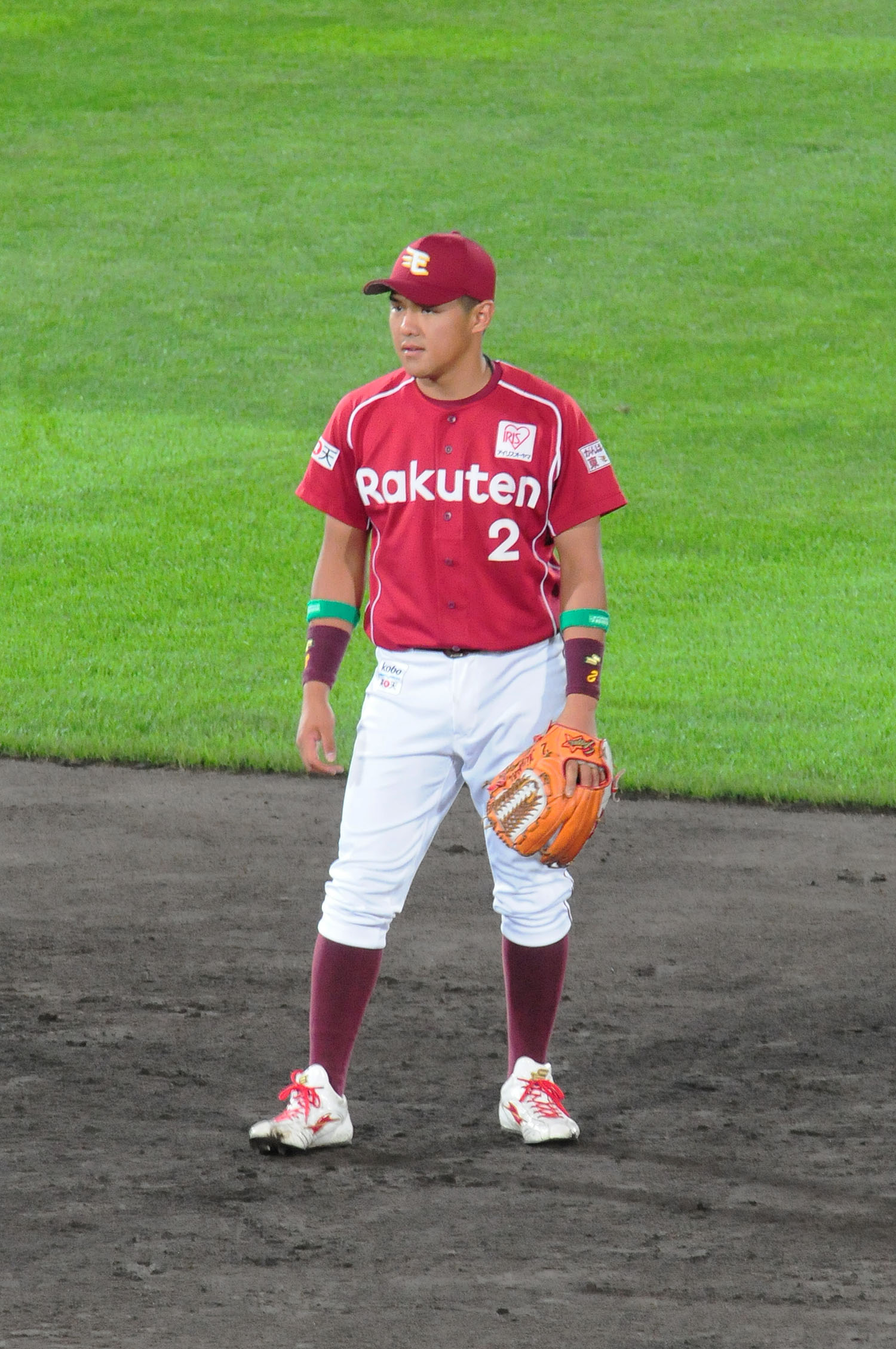
楽天時代
2013年7月18日、こまちスタジアムにて

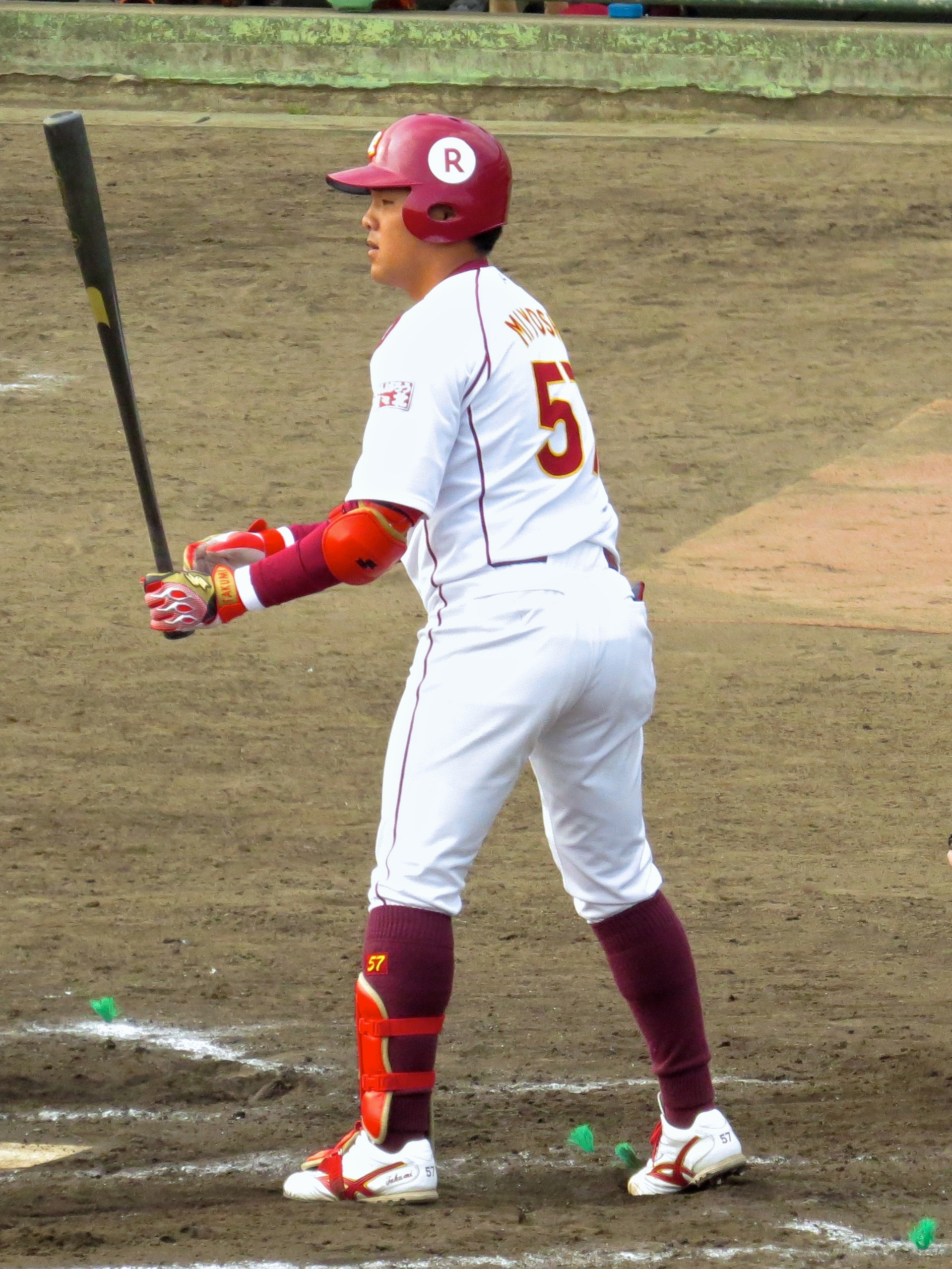
楽天時代
（2016年 さいたま市営浦和球場にて）

2012年は、体格と守備力の強化に専念すべく、二軍生活に終始した。イースタン・リーグ公式戦では、遊撃手・二塁手・三塁手として58試合に出場。故障で一時戦線を離脱したが、打率.250、4本塁打を記録した。
2013年は、イースタン・リーグの前半戦で打率.276、2本塁打、20打点を記録するほどの好調を買われて、7月にプロ入り後初めて一軍に昇格。7月14日の対埼玉西武ライオンズ戦（Kスタ宮城）8回裏に、遊撃手として一軍デビューを果たした。また、フレッシュオールスターゲームに出場を予定していたチームメイトの西田哲朗が故障で出場を辞退したため、代替選手として出場した。
2014年は、9月29日にシーズン初の一軍昇格。10月1日の対北海道日本ハムファイターズ戦（札幌ドーム）では、一軍で初めて先発出場すると、吉川光夫からの二塁打で一軍初安打を記録した。イースタン・リーグ公式戦では13本塁打、60打点（いずれもリーグ3位）を記録するとともに、同リーグの優秀選手賞を受賞した。シーズン終了後に開かれた第1回U-21野球ワールドカップには、日本代表のメンバーとして出場。主に三塁手として活躍した。
2015年は、一軍の主力野手が相次いで故障や不振に見舞われるというチーム状況の下で、6月12日にシーズン初の出場選手登録。6月21日の対千葉ロッテマリーンズ戦（QVCマリンフィールド）に「9番・三塁手」として先発出場すると、2回裏の打席に、大嶺祐太からの安打で一軍初打点を記録した。一軍公式戦全体では、9試合の出場で打率.207にとどまったが、二塁打と三塁打を初めて放った。オフに背番号を57へ変更。
2016年は、藤田一也の故障で4月13日にシーズン初の出場選手登録を果たしたが、一軍公式戦1試合に出場しただけで、いったん登録を抹消された。7月12日にシーズン3度目の出場選手登録。7月23日の対ロッテ戦で関谷亮太から一軍初本塁打を放つと、7月24日の対福岡ソフトバンクホークス戦（いずれも楽天Koboスタジアム宮城）で一軍初の猛打賞を記録した。以降は、シーズン終了まで一軍に帯同。一軍公式戦には、自己最多の38試合に出場するとともに、3本塁打、6打点という成績を残した。オフの10月12日に第1回WBSC U-23ワールドカップの日本代表に選出され、10月22日に代表主将に就任。チームは優勝し金メダルを獲得している。
2017年は開幕から一軍に帯同し、ほぼ途中出場ながら5月終了時点で20打数9安打と打撃好調であった。茂木栄五郎が離脱すると、打撃の調子は崩しつつも7月にかけて一時期ながら遊撃手に定着した。しかし、7月末から新外国人のルイス・クルーズが起用されるようになると出場機会が減少し、8月4日に自打球で左足甲を骨折したため、残りのシーズンを全て棒に振った。オフに背番号を24へ変更した。

### 広島時代
2019年7月2日、下水流昂との交換トレードで広島東洋カープへ移籍した。背番号は35。

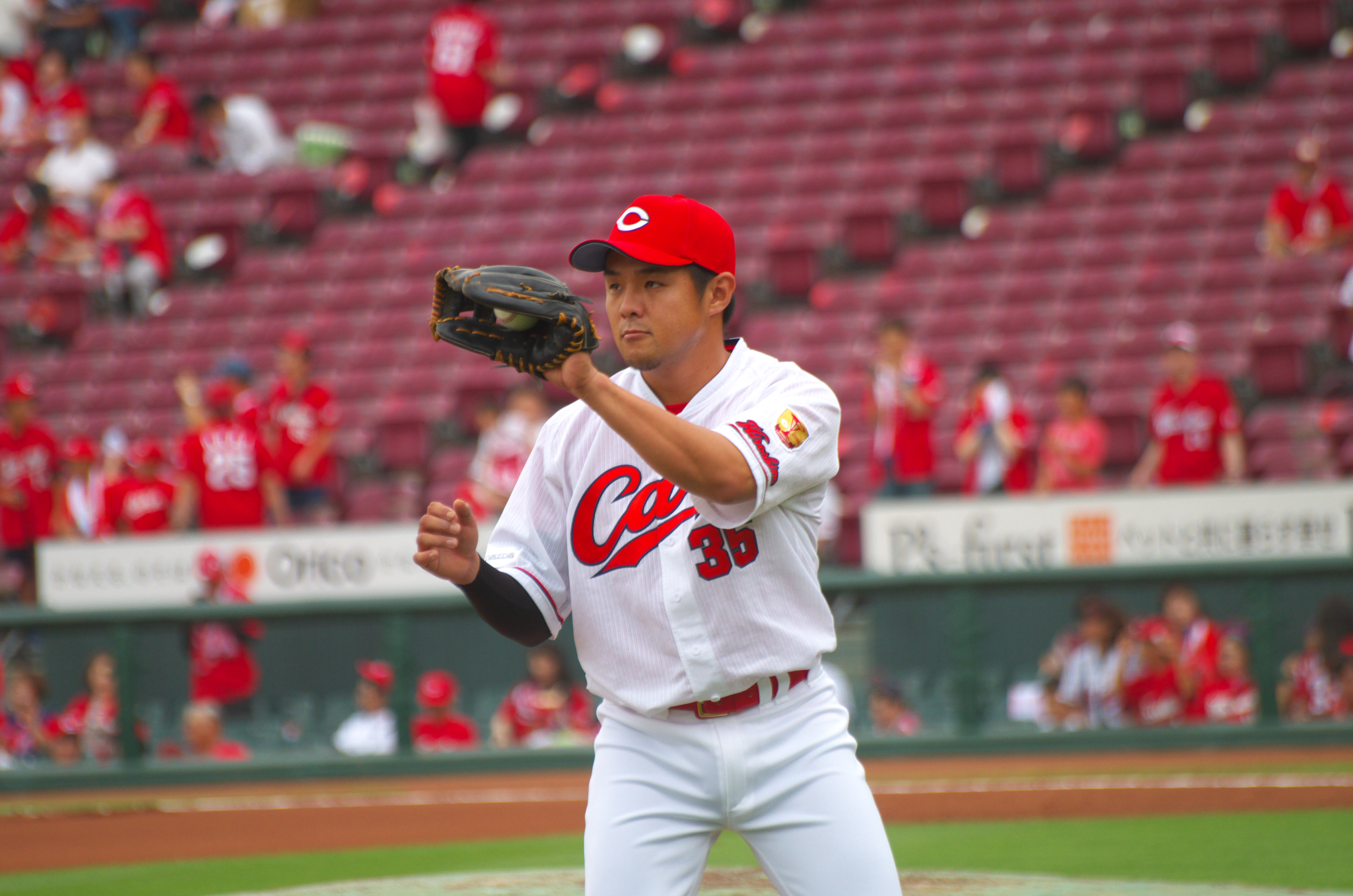
2019年7月23日 マツダスタジアムにて

移籍後は主に三塁手として先発起用が増え、7月25日の対中日戦（マツダ）で移籍後初本塁打、7月26日の対ヤクルト戦（神宮）で2試合連続本塁打を放ち、結果的にこれが現役最後の本塁打となった。8月20日の対ヤクルト戦では、自身初となるサヨナラ適時打を放った。また、内野の守備固めとしても多く起用された。移籍後は43試合に出場、打率.182（77打数14安打）、7打点の成績を残した。
2020年は、開幕から一軍に帯同。6月19日の開幕戦（対DeNA、横浜スタジアム）では1点リードの八回から三塁守備に入り、一死三塁の場面で代打オースティンの放った三遊間への強烈な打球を横っ飛びで捕球、すぐさま本塁に送球し三塁走者補殺のビッグプレイを見せ、開幕戦勝利に貢献した。この年は三塁の守備固めを中心に62試合に出場、打撃成績は24打数3安打2打点、打率.125。
2021年は、広島時代最多の64試合に出場、前年と同じく三塁の守備固めが主となった。打撃機会は減少し、11打数0安打（犠打2）打率.000の成績だった。
2022年は、1月に楽天時代のチームメイト岡島豪郎らと合同自主トレを行い打撃力の向上を狙うも、主戦場の三塁では坂倉将吾の三塁手コンバート、矢野雅哉の台頭などの影響で出場機会が減少し、一軍10試合の出場に留まった。
2023年は一軍出場がなく、シーズンオフに戦力外通告を受け、現役を引退した。

### 現役引退後
2024年からは、広島の一軍内野守備・走塁コーチを務める。背番号は90。引退当初は球団職員としての残留要請であったが、最終的に一軍コーチ就任の話となり三好本人も驚いたという。

## 選手としての特徴・人物
高校時代は140km/h台の速球と右打者にはスライダー、左打者にはチェンジアップを有効に使ったコンビネーションを武器に投手として活躍した。また、甲子園で本塁打を放ったように当時から野手としての評価は高く、高校通算打率.354、23本塁打の左右に打ち分けるバッティング技術と、50メートル5.8秒の俊足を誇る。
理想の打者として、井口資仁のような右方向に長打を打てる打者を挙げている。
内野守備では、グラブさばき、守備範囲、肩の強さ、送球の安定感がトップクラスと評されており、三塁手を中心に内野全ポジションをこなす。一塁手に送球する際は、敢えてシュート回転をかけており、三好は「シュート回転の方が一塁手は捕りやすいと思う。その逆のカット回転だと急に変化するから、捕球するのが難しい」と語っている。
三好と同じく三遊間の内野手として活躍したカープOBの梵英心は、「守備の時の体の使い方、重心の使い方が上手い」「一見すると地味に見えるがプロの技術が凝縮されている」と三好の守備技術を絶賛していた。
苗字の三好と広島県の三次市と呼び方が同じということもあり、愛称は同市名物のブドウ「三次ピオーネ」にちなんだ「ピオーネ」。チームメイトからはミヨと呼ばれている。
趣味は釣り。「スローイングの腕のしならせ方は、釣り（のキャスト）と同じ」と語る。

## 詳細情報

### 年度別打撃成績
| 年 度      | 球 団      | 試 合 | 打 席 | 打 数 | 得 点 | 安 打 | 二 塁 打 | 三 塁 打 | 本 塁 打 | 塁 打 | 打 点 | 盗 塁 | 盗 塁 死 | 犠 打 | 犠 飛 | 四 球 | 敬 遠 | 死 球 | 三 振 | 併 殺 打 | 打 率 | 出 塁 率 | 長 打 率 | O P S |
| ---------- | ---------- | ----- | ----- | ----- | ----- | ----- | -------- | -------- | -------- | ----- | ----- | ----- | -------- | ----- | ----- | ----- | ----- | ----- | ----- | -------- | ----- | -------- | -------- | ----- |
| 2013       | 楽天       | 6     | 4     | 4     | 0     | 0     | 0        | 0        | 0        | 0     | 0     | 0     | 0        | 0     | 0     | 0     | 0     | 0     | 1     | 0        | .000  | .000     | .000     | .000  |
| 2014       | 楽天       | 3     | 7     | 7     | 1     | 2     | 2        | 0        | 0        | 4     | 0     | 0     | 0        | 0     | 0     | 0     | 0     | 0     | 3     | 0        | .286  | .286     | .571     | .857  |
| 2015       | 楽天       | 9     | 33    | 29    | 2     | 6     | 1        | 1        | 0        | 9     | 3     | 0     | 0        | 2     | 0     | 1     | 0     | 1     | 9     | 1        | .207  | .258     | .310     | .568  |
| 2016       | 楽天       | 38    | 70    | 63    | 11    | 14    | 0        | 0        | 3        | 23    | 6     | 0     | 0        | 2     | 0     | 5     | 0     | 0     | 16    | 1        | .222  | .279     | .365     | .644  |
| 2017       | 楽天       | 56    | 115   | 103   | 12    | 25    | 9        | 0        | 1        | 37    | 9     | 0     | 1        | 4     | 1     | 7     | 0     | 0     | 27    | 1        | .243  | .288     | .359     | .648  |
| 2018       | 楽天       | 70    | 54    | 48    | 5     | 5     | 0        | 1        | 0        | 7     | 0     | 0     | 1        | 3     | 0     | 3     | 0     | 0     | 15    | 2        | .104  | .157     | .146     | .303  |
| 2019       | 楽天       | 17    | 4     | 4     | 0     | 1     | 0        | 0        | 0        | 1     | 1     | 1     | 0        | 0     | 0     | 0     | 0     | 0     | 1     | 0        | .250  | .250     | .250     | .500  |
| 2019       | 広島       | 43    | 92    | 77    | 9     | 14    | 1        | 0        | 2        | 21    | 7     | 1     | 0        | 6     | 0     | 9     | 2     | 0     | 28    | 1        | .182  | .267     | .273     | .540  |
| '19計      | 広島       | 60    | 96    | 81    | 9     | 15    | 1        | 0        | 2        | 22    | 8     | 2     | 0        | 6     | 0     | 9     | 2     | 0     | 29    | 1        | .185  | .267     | .272     | .538  |
| 2020       | 広島       | 62    | 29    | 24    | 3     | 3     | 0        | 0        | 0        | 3     | 2     | 0     | 0        | 2     | 1     | 2     | 0     | 0     | 5     | 0        | .125  | .185     | .125     | .310  |
| 2021       | 広島       | 64    | 13    | 11    | 1     | 0     | 0        | 0        | 0        | 0     | 0     | 0     | 0        | 2     | 0     | 0     | 0     | 0     | 4     | 0        | .000  | .000     | .000     | .000  |
| 2022       | 広島       | 10    | 2     | 2     | 0     | 0     | 0        | 0        | 0        | 0     | 0     | 0     | 0        | 0     | 0     | 0     | 0     | 0     | 1     | 0        | .000  | .000     | .000     | .000  |
| 通算：10年 | 通算：10年 | 378   | 423   | 372   | 44    | 70    | 13       | 2        | 6        | 105   | 28    | 2     | 2        | 21    | 2     | 27    | 2     | 1     | 110   | 6        | .188  | .244     | .282     | .526  |

### 年度別守備成績
| 年 度 | 球 団 | 二塁  | 二塁  | 二塁  | 二塁  | 二塁  | 二塁     | 三塁  | 三塁  | 三塁  | 三塁  | 三塁  | 三塁     | 遊撃  | 遊撃  | 遊撃  | 遊撃  | 遊撃  | 遊撃     |
| 年 度 | 球 団 | 試 合 | 刺 殺 | 補 殺 | 失 策 | 併 殺 | 守 備 率 | 試 合 | 刺 殺 | 補 殺 | 失 策 | 併 殺 | 守 備 率 | 試 合 | 刺 殺 | 補 殺 | 失 策 | 併 殺 | 守 備 率 |
| ----- | ----- | ----- | ----- | ----- | ----- | ----- | -------- | ----- | ----- | ----- | ----- | ----- | -------- | ----- | ----- | ----- | ----- | ----- | -------- |
| 2013  | 楽天  | -     | -     | -     | -     | -     | -        | 2     | 0     | 0     | 0     | 0     | ----     | 4     | 2     | 3     | 0     | 0     | 1.000    |
| 2014  | 楽天  | 2     | 3     | 2     | 0     | 0     | 1.000    | 1     | 1     | 2     | 0     | 0     | 1.000    | -     | -     | -     | -     | -     | -        |
| 2015  | 楽天  | 6     | 12    | 21    | 0     | 6     | 1.000    | 3     | 0     | 2     | 0     | 0     | 1.000    | 2     | 2     | 5     | 0     | 1     | 1.000    |
| 2016  | 楽天  | 17    | 17    | 18    | 1     | 1     | .972     | 2     | 0     | 0     | 0     | 0     | ----     | 17    | 21    | 44    | 1     | 10    | .985     |
| 2017  | 楽天  | 13    | 7     | 12    | 1     | 2     | .950     | 5     | 0     | 1     | 0     | 0     | 1.000    | 40    | 46    | 80    | 2     | 19    | .984     |
| 2018  | 楽天  | 15    | 10    | 8     | 0     | 3     | 1.000    | 9     | 0     | 4     | 1     | 1     | .800     | 49    | 16    | 49    | 1     | 6     | .985     |
| 2019  | 楽天  | 1     | 0     | 1     | 0     | 0     | 1.000    | -     | -     | -     | -     | -     | -        | 15    | 3     | 4     | 0     | 0     | 1.000    |
| 2019  | 広島  | 5     | 1     | 2     | 0     | 0     | 1.000    | 26    | 11    | 17    | 0     | 3     | 1.000    | 17    | 16    | 25    | 2     | 6     | .953     |
| '19計 | 広島  | 6     | 1     | 3     | 0     | 0     | 1.000    | 26    | 11    | 17    | 0     | 3     | 1.000    | 32    | 19    | 29    | 2     | 6     | .960     |
| 2020  | 広島  | 1     | 1     | 1     | 0     | 1     | 1.000    | 53    | 9     | 24    | 1     | 0     | .971     | 5     | 4     | 8     | 0     | 2     | 1.000    |
| 2021  | 広島  | 13    | 2     | 4     | 0     | 0     | 1.000    | 54    | 4     | 12    | 1     | 0     | .941     | 2     | 2     | 2     | 0     | 1     | 1.000    |
| 2022  | 広島  | 1     | 1     | 1     | 0     | 0     | 1.000    | 7     | 0     | 0     | 0     | 0     | ----     | 1     | 0     | 0     | 0     | 0     | ----     |
| 通算  | 通算  | 74    | 54    | 70    | 2     | 13    | .984     | 162   | 25    | 62    | 3     | 4     | .974     | 152   | 112   | 220   | 6     | 45    | .982     |

### 記録
初記録
- 初出場：2013年7月15日、対埼玉西武ライオンズ12回戦（日本製紙クリネックススタジアム宮城）、8回表に遊撃手で出場
- 初打席：同上、9回裏に岸孝之から一邪飛
- 初先発出場：2014年10月1日、対北海道日本ハムファイターズ23回戦（札幌ドーム）、「8番・三塁手」で先発出場
- 初安打：同上、6回表に吉川光夫から中越二塁打
- 初打点：2015年6月21日、対千葉ロッテマリーンズ10回戦（QVCマリンフィールド）、2回表に大嶺祐太から左前適時打
- 初本塁打：2016年7月23日、対千葉ロッテマリーンズ12回戦（楽天Koboスタジアム宮城）、2回裏に関谷亮太から左越3ラン
- 初盗塁：2019年6月20日、対阪神タイガース3回戦（阪神甲子園球場）、8回表に二盗（投手：小野泰己、捕手：梅野隆太郎）

### 背番号
- 2（2012年[4] - 2015年）
- 57（2016年[9] - 2017年）
- 24（2018年[14] - 2019年7月3日[15]）
- 35（2019年7月4日[15] - 2023年）
- 90（2024年[23] - ）

### 代表歴
- 2014 21U野球ワールドカップ 日本代表
- 2016 WBSC U-23ワールドカップ 日本代表